# Tiberiu Ghioane
Tiberiu Ghioane (n. 18 iunie 1981, Târgu Secuiesc, Covasna, România) este un fotbalist român retras din activitate.

## Cariera
Tiberiu Ghioane a început fotbalul la clubul local ICIM Brașov sub îndrumarea antrenorului de copii și juniori, Adrian-Horia Stan, și mai apoi la FC Tractorul Brașov, unde a rămas până în 1999. În acest an, el a trecut la formația-fanion a orașului, FC Brașov, la care a debutat în Liga I, la data de 2 octombrie 1999, într-un Rapid - FC Brașov 2-1. A evoluat într-o singură partidă pentru FC Brașov în campionat înainte să se transfere, în perioada de transferuri din iarna anului 2000, la Rapid, acolo unde a stat un an și jumătate, fiind aproape să devină campion al României în sezonul 1999-2000, când Rapid a terminat pe locul 2 în campionat.
A ajuns la Dinamo Kiev în 2001, după ce a fost remarcat de către ucraineni în meciul internațional susținut de România împotriva Ucrainei în februarie 2001, reușind să obțină locul 2 în campionatul Ucrainei. În 2003, Ghioane a obținut dubla campionat-cupă cu Dinamo Kiev, primele sale trofee.
În februarie 2005, Ghioane a suferit un accident cerebral, în timp ce se afla cu echipa sa într-un cantonament în Portugalia, la Faro. A revenit abia peste doi ani, în meciul dintre Dinamo Kiev și Zorya Luhansk, înlocuindu-l pe Ayila Yussuf în minutul 78. A reușit să și marcheze un gol în acest meci, și, încetul cu încetul, Ghioane a redevenit titular cert la Dinamo Kiev.
În ianuarie 2008, Ghioane a participat, alături de Dinamo Kiev, la finala Cupei Canalului 1, câștigată de echipa sa. El a fost eliminat în finala împotriva celor de la Șahtior Donețk în minutul 109, primind direct cartonașul roșu.
În sezonul 2008-2009 al primei ligi din Ucraina, Tibi Ghioane a evoluat excelent, marcând nu mai puțin de 5 goluri decisive pentru Dinamo Kiev, ultimul în chiar meciul care a adus titlul la Kiev, victoria cu 3-2 în fața celor de la Tavria Simferopol. În Europa, Ghioane a fost folosit în majoritatea meciurilor din Cupa UEFA, echipa sa atingând faza semifinalelor și fiind oprită din drumul către finală de rivala Șahtior Donețk.
Înainte de a se retrage din activitate în iunie 2011 a evoluat pentru Tractorul Brașov ca junior, iar ca senior și-a petrecut cea mai mare parte a carierei în Ucraina la Dinamo Kiev, timp de 10 ani.

## Trofee
Dinamo Kiev
- Ukrainian Premier League: 2002–2003, 2003–2004, 2006–2007, 2008–2009
- Cupa Ucrainei: 2002–2003, 2004–2005, 2005–2006, 2006–2007
- Supercupa Ucrainei: 2004, 2006, 2007
- Cupa Statelor Independente: 2002

## Cariera internațională
Ghioane are 20 de apariții pentru echipa națională de fotbal a României, unde a participat și la calificările CM 2006, marcând 2 goluri. Tiberiu Ghioane a debutat la echipa națională la data de 26 februarie 2001, într-un meci jucat de echipa națională a României împotriva Ucrainei. Un titular cert în vremea lui Anghel Iordănescu, Ghioane a reușit să marcheze singurul său gol într-un meci împotriva echipei naționale similare a Luxemburgului, în 2002. Ultimul său meci disputat pentru echipa națională a României în al doilea mandat al lui Victor Pițurcă a avut loc în anul 2005, fiind primul și singurul disputat de Ghioane în mandatul de antrenor al acestuia. În noiembrie 2008, Pițurcă a declarat că Ghioane a reintrat în vederile sale pentru o nouă convocare, însă nu l-a convocat pentru amicalul cu Georgia din aceeași lună.
În iunie 2009, noul selecționer al României, Răzvan Lucescu, l-a selecționat din nou pe Ghioane, după o pauză de mai mult de patru ani, la echipa națională de fotbal a României. El a fost titular în meciul disputat de "tricolori" în Lituania și câștigat cu scorul de 1-0, prin golul lui Ciprian Marica. A jucat pentru echipa națională de fotbal a României în calificările pentru CM 2010 contra echipei naționale de fotbal a Lituaniei, în victoria din iunie 2009. A marcat un gol împotriva echipei naționale de fotbal a Ungariei într-un amical din august 2009.

### Goluri internaționale
| #  | Dată              | Stadion                                   | Oponent   | Scor | Rezultat | Competiție |
| -- | ----------------- | ----------------------------------------- | --------- | ---- | -------- | ---------- |
| 1. | 16 octombrie 2002 | Stade Josy Barthel, Luxemburg, Luxemburg  | Luxemburg | 6–0  | 7–0      | Euro 2004  |
| 2. | 12 august 2009    | Stadium Puskás Ferenc, Budapesta, Ungaria | Ungaria   | 1–0  | 1–0      | amical     |

## Legături externe
- Tiberiu Ghioane la romaniansoccer.ro